# Grâce Zaadi
Grâce Zaadi Deuna (* 7. Juli 1993 in Courcouronnes, Frankreich) ist eine französische Handballspielerin, die dem Kader der französischen Nationalmannschaft angehört.

## Karriere

### Im Verein
Grâce Zaadi begann im Jahre 2003 das Handballspielen in Villepinte. Drei Jahre später wechselte sie zu Issy-les-Moulineaux. 2010 schloss sie sich Metz Handball an. Ab der Saison 2011/12 gehörte die Rückraumspielerin dem Kader der Erstligamannschaft von Metz Handball an. Mit Metz gewann Zaadi 2013, 2014, 2016, 2017, 2018 und 2019 die Meisterschaft, 2014 den französischen Ligapokal sowie 2013, 2015, 2017 und 2019 den französischen Pokal. Weiterhin stand sie 2013 im Finale des EHF-Pokals. Ab dem Sommer 2020 stand sie beim russischen Erstligisten GK Rostow am Don unter Vertrag. Im März 2022 wurde Zaadi bis zum Saisonende 2021/22 an Metz Handball ausgeliehen. Mit Metz gewann sie 2022 die französische Meisterschaft sowie den französischen Pokal. Ab dem Sommer 2022 stand Zaadi beim rumänischen Erstligisten CSM Bukarest unter Vertrag. Mit Bukarest gewann sie 2023 und 2024 die rumänische Meisterschaft sowie 2023 und 2024 den rumänischen Pokal. Im Sommer 2024 wechselte sie zum slowenischen Erstligisten RK Krim. Mit Krim gewann sie 2025 sowie die slowenische Meisterschaft als auch den slowenischen Pokal.

### In Auswahlmannschaften
Zaadi gewann 2012 die Silbermedaille bei der U-20-Weltmeisterschaft. Ihr Länderspieldebüt für die französische A-Nationalmannschaft gab sie am 24. Oktober 2013 in Rouen gegen die Slowakei in einem Qualifikationsspiel zur EM 2014. Nachdem Zaadi mit Frankreich an der Europameisterschaft 2014 und an der Weltmeisterschaft 2015 teilnahm, gewann sie bei den Olympischen Spielen 2016 in Rio de Janeiro die Silbermedaille. Bei der Europameisterschaft 2016 gewann sie die Bronzemedaille. Ein Jahr später gewann sie die Weltmeisterschaft in Deutschland. Zusätzlich wurde Zaadi in das All-Star-Team der WM 2017 gewählt. Bei der Europameisterschaft 2018 errang sie die Goldmedaille im eigenen Land. Zaadi gewann bei der Europameisterschaft 2020 die Silbermedaille. Im Turnierverlauf erzielte sie insgesamt 22 Treffer. Mit der französischen Auswahl gewann sie die Goldmedaille bei den Olympischen Spielen in Tokio. Zaadi erzielte im Turnierverlauf insgesamt 33 Treffer und wurde zusätzlich in das All-Star-Team gewählt. Im selben Jahr gewann sie bei der Weltmeisterschaft die Silbermedaille und wurde in das All-Star-Team gewählt. Mit Frankreich gewann sie die Weltmeisterschaft 2023. Bei den Olympischen Spielen in Paris gewann sie die Silbermedaille.